# Tycoon (singolo)
Tycoon è un singolo del rapper statunitense Future, pubblicato il 1º aprile 2020 come quarto estratto dell'ottavo album in studio High Off Life.

## Classifiche
| Classifica (2020) | Posizione massima |
| ----------------- | ----------------- |
| Stati Uniti       | 76                |